# Хај Ривер (Алберта)
Хај Ривер (енгл. High River) је градић са статусом варошице у јужном делу канадске провинције Алберта, у оквиру статистичке регије Велики Калгари. Налази се 37 км јужно од града Калгарија, на раскрсници локалних путева 2 и 23. 
Варош је име добила по маленој реци Хајвуд која протиче кроз њу. 
Према подацима пописа становништва из 2011. у варошици је живело 12.920 становника, што је за чак 20,6% више у односу на 10.716 житеља колико је регистровано приликом пописа 2006. године. Варошица задовољава услове за добијање службеног статуса града у Алберти.
У Хај Риверу су снимљене неке од сцена из филма Супермен 3 из 1983. године.
На 4,6 км у правцу југ-југоисток од града налази се мањи аеродром. 

## Становништво
| 1996. | 2001. | 2006.  | 2011.  |
| ----- | ----- | ------ | ------ |
| 7.359 | 9.345 | 10.716 | 12.920 |